# لوح ليفي مموج

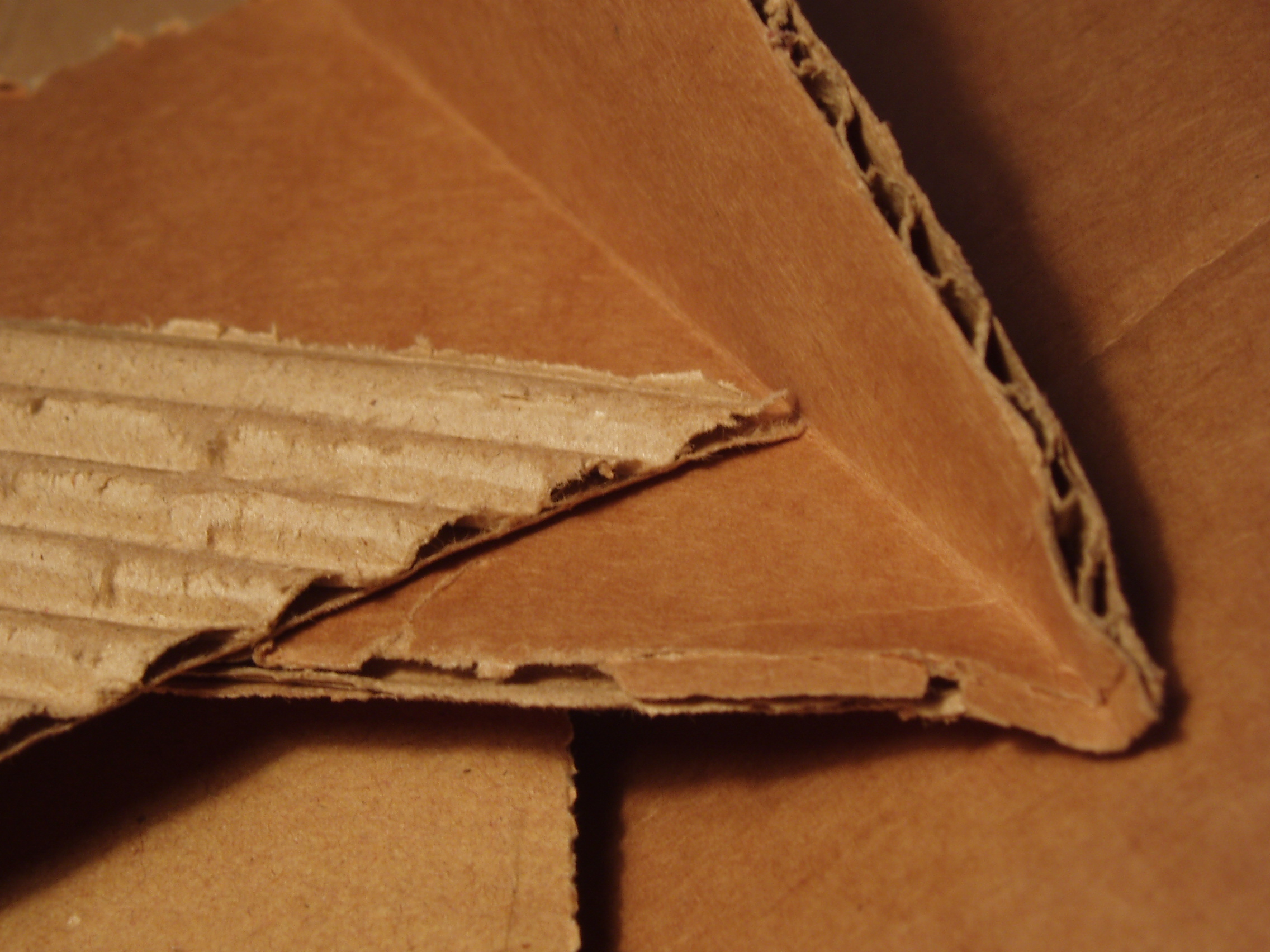
اللوح الليفي المموج

اللوح الليفي المموج أو باختصار الورق المموج (بالإنجليزية: Corrugated fiberboard) هو مادة تتكون من لوح مموج مخدد ولوحة بطانة مسطحة أو اثنتين. وهي مصنوعة على «آلات التصفيح الناي» وتستخدم لصنع صناديق من الورق المقوى. تتكون الطبقة المتوسطة المموجة والورق (الأسطح) من حاوية كرافت، وهي مادة من الورق المقوى تزيد عادة عن 0.01 بوصة (0.25 مـم) سميكة. يسمى اللوح الليفي المموج أحيانًا بالكرتون المضلع، على الرغم من أن الورق المقوى قد يكون أي لوح قائم على لب الورق الثقيل.